# Abejuela

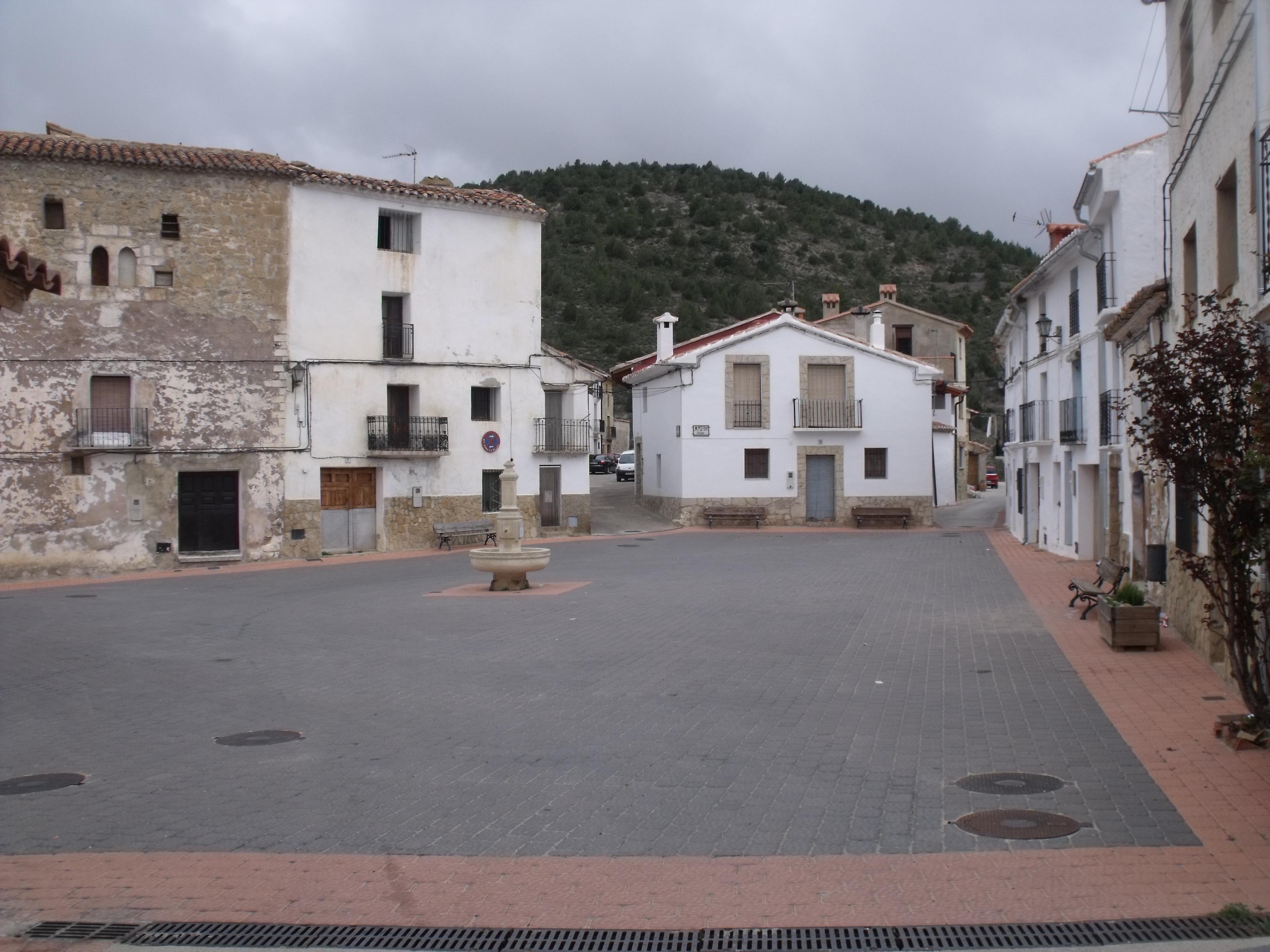
Dorfplatz

Abejuela ist ein Bergdorf und eine Gemeinde mit nur noch ca. 60 Einwohnern in der Provinz Teruel in der autonomen Region Aragonien im östlichen Zentrum von Spanien. Zur Gemeinde gehört auch der bereits seit dem Ende des 20. Jahrhunderts verlassene Weiler (pedanía) La Cervera.

## Lage und Klima
Der Ort Abejuela liegt auf einer Bergkuppe im von Bachläufen (ramblas oder barrancos) durchzogenen äußersten Südzipfel der Provinz knapp 80 km (Fahrtstrecke) südlich der Provinzhauptstadt Teruel in einer Höhe von ca. 1170 m; die Stadt Valencia liegt etwa 85 km südöstlich. Bis zur Mittelmeerküste sind es annähernd 60 km (Luftlinie). Das Klima ist meist warm und trocken; der eher spärliche Regen (ca. 350 mm/Jahr) fällt überwiegend in den Wintermonaten.

## Bevölkerungsentwicklung
| Jahr      | 1857 | 1900 | 1950 | 2000 | 2022 |
| Einwohner | 642  | 649  | 462  | 61   | 56   |

Die Mechanisierung der Landwirtschaft sowie die Aufgabe bäuerlicher Kleinbetriebe („Höfesterben“) und der daraus resultierende Verlust an Arbeitsplätzen haben seit der Mitte des 20. Jahrhunderts zu einer Landflucht und zu einem deutlichen Bevölkerungsrückgang geführt.

## Wirtschaft
Nur etwa ein Fünftel des Gemeindegebietes wird landwirtschaftlich genutzt, wobei der Anbau von Getreide und die Weidewirtschaft im Vordergrund stehen.

## Geschichte
Eisenzeitliche und antike Funde wurden auf dem Gemeindegebiet entdeckt. Im 8. Jahrhundert eroberten die Mauren beinahe die gesamte Iberische Halbinsel. Die Gegend wurde um die Mitte des 13. Jahrhunderts von König Jaime I. zurückerobert (reconquista). Während des Spanischen Bürgerkriegs (1936–1939) wurde das Archiv des Ortes zerstört.

## Sehenswürdigkeiten
- Eine im Mittelalter erbaute Burg (castillo) ist nicht mehr erhalten.
- Die einschiffige Iglesia de San Agustín wurde in der zweiten Hälfte des 17. Jahrhunderts – mit Ausnahme der aus Werksteinen bestehenden Ecksteine – aus Bruchsteinen erbaut. Turm und Barockportal mit gesprengtem Giebel scheinen die letzten Bauteile gewesen zu sein.[6]
- Einige Hausfassaden sind verputzt; die meisten zeigen jedoch Natursteine.
- Nahe der höchsten Stelle des Ortes befindet sich eine große überdachte Zisterne (aljibe) aus neuerer Zeit.

Umgebung
- Die Ermita de Santa Margarita stammt wohl ursprünglich noch aus dem 13. Jahrhundert; sie wurde jedoch in der Folgezeit mehrfach restauriert und verändert.[7]